# Шлях відплати
«Шлях відплати» (англ. Trigger Warning) — американський бойовик 2024 року, знятий режисеркою-дебютанткою Моулі Сурья за сценарієм Джона Бранкато, Джоша Олсона та Геллі Гросс. У головних ролях фільму, створеному Thunder Road Films і Lady Spitfire, зіграли Джессіка Альба та Ентоні Майкл Голл. У фільмі розповідається про досвідченого офіцера сил спеціальних операцій, яка стає власницею бару свого батька незабаром після його смерті, і невдовзі опиняється в конфлікті з жорстокою бандою, що лютує в її рідному місті.
Незалежний сценарій для «Шляху відплати» був придбаний компанією Thunder Road Films у червні 2016 року. Його було описано як «жіночий варіант» «Рембо: Перша кров» і «Джон Уік». Пізніше, у травні 2020 року, фільм придбав Netflix. У вересні 2021 року було оголошено кілька кастингів, зйомки проходили в Нью-Мексико. Музику до фільму написав Еніс Роттхофф.
«Шлях відплати» випущений Netflix 21 червня 2024 року.

## Синопсис
Досвідчений спецпризначенець Паркер отримала у спадок бар свого батька «Марія» після того, як батько раптово загинув у шахті, і невдовзі дівчина вступає в конфлікт із жорстокою бандою, що лютує в її рідному місті.

## Актори
| Актор             | Роль                                                                      |
| ----------------- | ------------------------------------------------------------------------- |
| Джессіка Альба    | Паркер колишня командос                                                   |
| Ентоні Майкл Голл | сенатор Єзекіїль Свонн                                                    |
| Марк Веббер       | шериф Джессі Свонн старший син Єзекіїля Свонна та колишній хлопець Паркер |
| Джейк Вірі        | Елвіс Свонн запальний молодший син Єзекіїля Свона, торговець зброєю       |
| Тоун Белл         | Павук спеціаліст з таємних операцій і хакер                               |
| Алехандро Де Ойос | Гаррі наставник Джессі та батько Паркер                                   |
| Габріель Бассо    | Майк виробник марихуани і друг Паркер                                     |
| Кайві Ліман       | Привид                                                                    |
| Харі Діллон       | Мо (Мохаммед)                                                             |
| Надів Молчо       | Бек                                                                       |
| Пітер Монро       | Міккі                                                                     |
| Стефані Джонс     | Джорджія мати Майка                                                       |
| Джеймс Кеді       | Френк друг Гаррі                                                          |
| Джеррі Анджело    | Адам                                                                      |
| Девід ДеЛао       | Луїс Торрес                                                               |

## Виробництво
У червні 2016 року Thunder Road Films придбала сценарій «Шлях відплати» Джоша Олсона та Джона Бранкато. До виробництва фільму були долучені Безіл Іваник та Еріка Лі, сам фільм описували як жіночу суміш між «Рембо: Перша кров» (1982) і «Джон Уік» (2014). У травні 2020 року компанія Netflix купила фільм, найнявши індонезійську режисерку Моулі Сурья, яка зняла свій перший англомовний фільм, тоді ж як виконавиця головної ролі та як продюсер до знімальної групи приєдналася Джессіка Альба. У вересні 2021 року до акторського складу запросили Ентоні Майкла Голла, Марка Веббера, Алехандро Де Хойос, Тоуна Белла, Джейка Вірі та Габріеля Бассо; Геллі Гросс переглянула сценарій. Зйомки мали розпочатися в Нью-Мексико наприкінці 2021 року. 1 жовтня 2021 року члена знімальної групи Джеймса Сола було госпіталізовано через зламану кабелем ногу. Музику до фільму написав Еніс Роттхофф.

## Випуск
«Шлях відплати» випущений Netflix 21 червня 2024 року.

## Сприйняття
На вебсайті агрегатора рецензій Rotten Tomatoes 25 % із 20 відгуків критиків є позитивними із середньою оцінкою 3,3/10. Metacritic поставив фільму середньозважену оцінку 39 зі 100 на основі 10 критиків, вказуючи на «загалом несприятливі» відгуки.